# James L. Buckley
James Lane Buckley, född 9 mars 1923 i New York, död 18 augusti 2023 i Washington, D.C., var en amerikansk politiker, jurist och radiochef. Han var ledamot av USA:s senat från delstaten New York 1971–1977, chef för Radio Free Europe 1982–1985 och domare i en federal domstol 1985–2000.
Buckley avlade 1943 kandidatexamen vid Yale University. Han var medlem i sällskapet Skull and Bones under studietiden vid Yale. Han deltog i andra världskriget och studerade sedan juridik vid Yale Law School. Han inledde 1950 sin karriär som advokat i Connecticut. Han var vice verkställande direktör för Catawba Corporation 1953–1970.
Som medlem i Conservative Party of New York bestämde sig Buckley att kandidera till USA:s senat i 1968 års kongressval. Han utmanade Jacob K. Javits som var en ledande liberal republikansk senator. Trots att Buckley fick många konservativa republikanska röster kunde han inte hindra Javits omval. Två år senare utmanade han en annan liberal republikan, Charles Goodell. Goodells motstånd till Vietnamkriget hade gjort honom speciellt sårbar bland konservativa väljare. Goodell hade dessutom bara varit i senaten i två år, dit han hade utnämnts av guvernör Nelson Rockefeller efter mordet på Robert Kennedy. Buckleys seger innebar en stor skräll och det är den enda gången som Conservative Party of New York har lyckats få sin egen kandidat invald i konkurrens mot de två stora partierna. Partiet stödjer ofta republikanska kandidater, men inte i sådana val där republikanernas kandidat är liberal.
Buckley kandiderade 1976 till omval. Trots att han den gången fick även republikanernas stöd, förlorade han mot demokraten Daniel Patrick Moynihan.
Buckley tjänstgjorde på utrikesministeriet och som chef för Radio Free Europe under Ronald Reagans första mandatperiod. Han var därefter domare i en federal appellationsdomstol. Han efterträddes i appellationsdomstolen i District of Columbia av John Roberts.
Han var äldre bror till William F. Buckley, Jr.